# Abylaihan Jūmabek
Abylaihan Mūratbekūly Jūmabek (in kazako Абылайхан Мұратбекұлы Жұмабек?; Taraz, 19 ottobre 2001) è un calciatore kazako, attaccante dell'Ordabasy.

## Carriera

### Club
Cresciuto nel settore giovanile del Taraz, ha esordito in prima squadra l'8 maggio 2019, in occasione dell'incontro di Qazaqstan Kubogy perso per 0-1 contro l'Ordabasy.

### Nazionale
Ha rappresentato le nazionali giovanili kazake Under-19 ed Under-21.
Nel settembre 2022 viene convocato per la prima volta in nazionale maggiore. Il 22 settembre 2022 ha esordito con la nazionale kazaka, disputando l'incontro vinto per 2-1 contro la Bielorussia, valido per la UEFA Nations League 2022-2023.

## Statistiche

### Presenze e reti nei club
Statistiche aggiornate al 25 settembre 2022.
| Stagione        | Squadra         | Campionato      | Campionato | Campionato | Coppe nazionali | Coppe nazionali | Coppe nazionali | Coppe continentali | Coppe continentali | Coppe continentali | Altre coppe | Altre coppe | Altre coppe | Totale | Totale |
| Stagione        | Squadra         | Comp            | Pres       | Reti       | Comp            | Pres            | Reti            | Comp               | Pres               | Reti               | Comp        | Pres        | Reti        | Pres   | Reti   |
| --------------- | --------------- | --------------- | ---------- | ---------- | --------------- | --------------- | --------------- | ------------------ | ------------------ | ------------------ | ----------- | ----------- | ----------- | ------ | ------ |
| 2019            | Taraz           | PL              | 2          | 0          | CK              | 1               | 0               |                    | -                  | -                  |             | -           | -           | 3      | 0      |
| 2020            | Taraz           | PL              | 5          | 1          | CK              | 0               | 0               |                    | -                  | -                  |             | -           | -           | 5      | 1      |
| 2021            | Taraz           | PL              | 19         | 1          | CK              | 5               | 0               |                    | -                  | -                  |             | -           | -           | 24     | 1      |
| 2022            | Taraz           | PL              | 19         | 7          | CK              | 7               | 6               |                    | -                  | -                  |             | -           | -           | 26     | 13     |
| Totale carriera | Totale carriera | Totale carriera | 45         | 9          |                 | 13              | 6               |                    | -                  | -                  |             | -           | -           | 58     | 15     |

### Cronologia presenze e reti in nazionale
| Cronologia completa delle presenze e delle reti in nazionale ― Kazakistan | Cronologia completa delle presenze e delle reti in nazionale ― Kazakistan | Cronologia completa delle presenze e delle reti in nazionale ― Kazakistan | Cronologia completa delle presenze e delle reti in nazionale ― Kazakistan | Cronologia completa delle presenze e delle reti in nazionale ― Kazakistan | Cronologia completa delle presenze e delle reti in nazionale ― Kazakistan | Cronologia completa delle presenze e delle reti in nazionale ― Kazakistan | Cronologia completa delle presenze e delle reti in nazionale ― Kazakistan |
| Data                                                                      | Città                                                                     | In casa                                                                   | Risultato                                                                 | Ospiti                                                                    | Competizione                                                              | Reti                                                                      | Note                                                                      |
| ------------------------------------------------------------------------- | ------------------------------------------------------------------------- | ------------------------------------------------------------------------- | ------------------------------------------------------------------------- | ------------------------------------------------------------------------- | ------------------------------------------------------------------------- | ------------------------------------------------------------------------- | ------------------------------------------------------------------------- |
| 22-9-2022                                                                 | Astana                                                                    | Kazakistan                                                                | 2 – 1                                                                     | Bielorussia                                                               | UEFA Nations League 2022-2023 - 1º turno                                  | -                                                                         | 87’                                                                       |
| 25-9-2022                                                                 | Baku                                                                      | Azerbaigian                                                               | 3 – 0                                                                     | Kazakistan                                                                | UEFA Nations League 2022-2023 - 1º turno                                  | -                                                                         | 39’                                                                       |
| Totale                                                                    |                                                                           | Presenze                                                                  | 2                                                                         |                                                                           | Reti                                                                      | 0                                                                         |                                                                           |